# Guerra contra l'emirat de Saraqusta
La Guerra contra la Taifa de Saraqusa fou una campanya de Ramon Berenguer I de Barcelona i Ermengol III d'Urgell contra Àhmad ibn Sulayman al-Múqtadir, emir de Saraqusta

## Antecedents
Ramon Berenguer I es va decidir a expandir-se a costa de l'islam en la direcció ponentina, tot deixant de banda l'àrea meridional.

## La guerra
El 1058, Ramon Berenguer I va acordar amb Ermengol III dirigir un atac contra Àhmad ibn Sulayman al-Múqtadir, emir de Saraqusta, resultant amb la presa d'Estanya i Pilzà qui, a part de no ser tributari, amb la seva política expansionista, inquietava l'emir de Lleida, aliat i protegit, a canvi del pagament de paries, del comte de Barcelona. L'acord es va ampliar en 1062 per atacar també l'emirat de Làrida.
La lluita contra Saragossa, perllongada fins a 1062, ultra restablir l'autoritat del comte sobre la noblesa i imposar al rei al-Múqtadir el pagament de paries a Barcelona, va permetre a Ramon Berenguer I conquerir, a la Baixa Ribagorça, Pilçà, Puig-roig, Estopinyà i Canyelles, el 1063, com també, consolidar el domini sobre Tàrrega, Forés i les Oluges, ocupades el 1058

## Conseqüències
El comte deixà de banda l'àrea meridional, on, després d'haver fet repoblar Tamarit el 1050-51, no va dur a terme cap intent d'apoderar-se de Tarragona, situada a només vuit quilòmetres de les posicions cristianes. Ramon Berenguer I volia mantenir l'aliança amb Tortosa, sotmesa a tribut, i, tal com explica Ferran Soldevila, apoderar-se de territoris per on haurien pogut expansionar-se els comtats de Pallars, Urgell o Cerdanya, els quals quedaren així encerclats per dominis del comte de Barcelona, com també, sostreure aquesta zona occidental dels comtats catalans a la possible influència dels reis d'Aragó.